# اوپوراپا
اوپوراپا (انگلیسی: Oporapa) نام شهری در کشور کلمبیا است.